# Faramans-Pajay
Ancienne commune de l'Isère, la commune de Faramans-Pajay a été supprimée en 1841, au profit de deux nouvelles communes qui sont créées sur son territoire :
- Faramans
- Pajay